# Saša (film)
Saša (v německém originále Sascha) je německý hraný film z roku 2010, který režíroval Dennis Todorović podle vlastního scénáře. Film popisuje problémy černohorského mladíka žijícího v Německu. Snímek měl světovou premiéru na San Francisco International Lesbian and Gay Film Festivalu dne 18. června 2010.

## Děj
Saša Petrović bydlí s rodiči a starším bratrem Bokim v Kolíně nad Rýnem. Rodina pochází z Černé Hory a v Německu žije již mnoho let. Saša je nadaný pianista, který se připravuje na přijímací konkurs na prestižní konzervatoř. Chodí pravidelně na soukromé hodiny a je tajně zamilovaný do svého učitele hudby Gebharda. Ten se však bude stěhovat do Vídně, což Sašu velmi zasáhne. Rodičům se svěřit nemůže, především ne svému temperamentnímu otci, a proto předstírá, že chodí se svou nejlepší kamarádkou Jiao. Tajemství se však nepodaří udržet a vypluje na povrch po konkursu.

## Obsazení
| Sasa Kekez              | Saša Petrović   |
| Predrag Bjelac          | Vlado Petrović  |
| Ljubisa Grujcic         | Pero            |
| Zeljka Preksavec        | Stanka Petrović |
| Tim Bergmann            | Gebhard         |
| Jasin Mjumjunov         | Boki Petrović   |
| Yvonne Yung Hee Bormann | Jiao            |
| Arno Kempf              | Peter           |

## Ocenění
- Mezipatra: cena publika pro nejlepší celovečerní hraný film[2]